# Buzet (Floreffe)
Pour les articles homonymes, voir Buzet.
Buzet est un village belge de l’Entre-Sambre-et-Meuse, en bordure de la forêt de Haute-Marlagne. Depuis 1977 il fait partie de la commune de Floreffe, dans la province de Namur en Région wallonne.

## Patrimoine
Eglise Saint-Ghislain. Une chapelle avait été édifiée sur la place par l'abbé de Floreffe en 1765 et en 1894, la chapelle fut édifiée en paroisse indépendante. En 1897, commence la construction de l'église financée par des dons et exécuté par l'architecte Auguste Van Aasche et consacrée en 1900 en style néo-roman. Quand au presbytère, il est achevé de 1907 par l'architecte Lange.

## Enseignement
- Ecole Communale de Floreffe, section maternelle.